# BD+20°2457 b

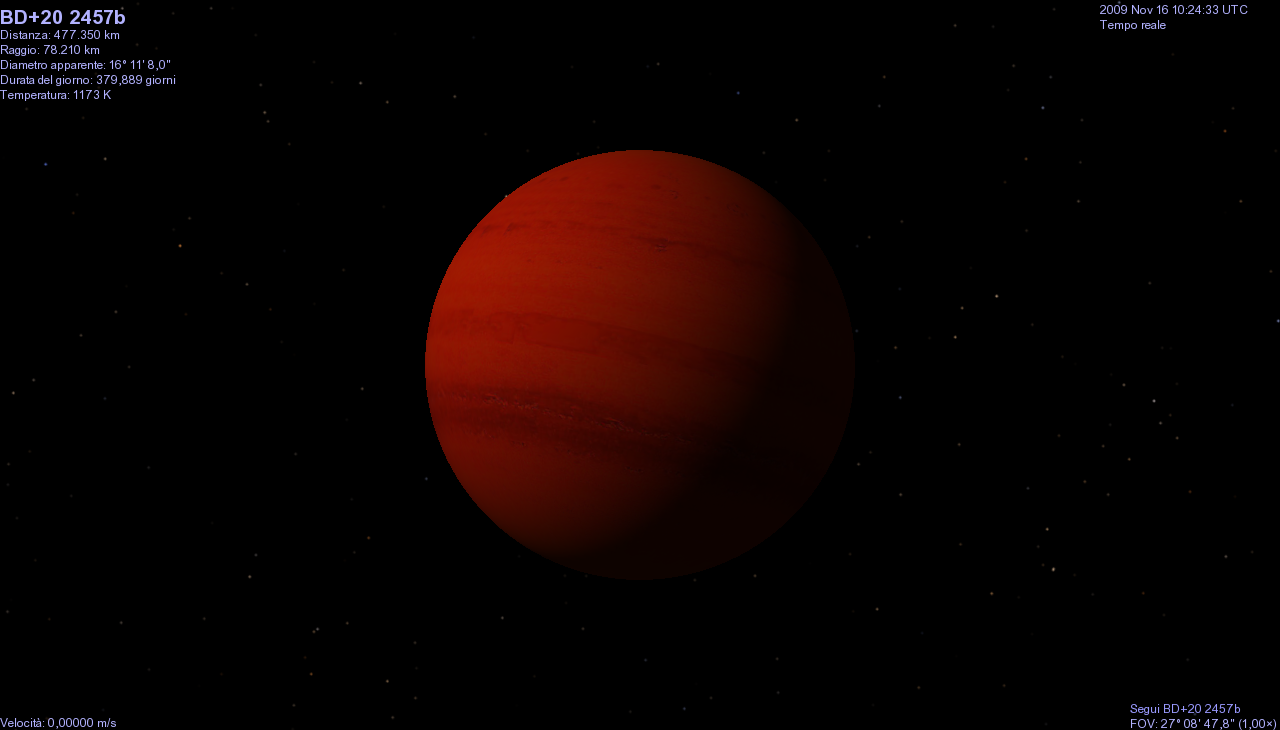

BD+20°2457 b는 사자자리 방향으로 지구로부터 약 320 ~ 980 광년 거리에 있는 갈색 왜성이다. 이 천체는 분광형 K의 밝은 거성 BD+20°2457을 돌고 있다. 최소 질량은 목성의 21.42배이며 항성으로부터 떨어진 거리는 태양~지구 간격의 4퍼센트에 불과하다. 동반 천체 BD+20°2457 c는 아주 무거운 행성(최소 질량이 목성의 12.47배)으로, 궤도경사각 여부에 따라 갈색 왜성일 수도 있다. 이 경우 BD+20°2457은 갈색 왜성 둘을 거느리고 있는 셈이 된다. 2009년 6월 10일 칠레 소재 라 실라 천문대의 하비-에버리 망원경을 이용하여 발견했다.

## 같이 보기
- BD+14°4559 b
- HD 240210 b

## 참고 문헌
- A. Niedzielski, G. Nowak, M. Adamów, A. Wolszczan (2009). “Substellar-mass companions to the K-dwarf BD +14 4559 and the K-giants HD 240210 and BD +20 2457”. 2009년 7월 21일에 확인함.